# Мам Сомали
Мам Сомали (кхмер. ម៉ម សុម៉ាលី, род. примерно в 1970 или в 1971 году) — камбоджийская правозащитница, общественная деятельница, публицистка.
Занимается борьбой с сексуальным рабством (с принуждением к проституции),
а также помогает пострадавшим девушкам в социальной реабилитации и адаптации;
руководительница созданной ею для этого благотворительной организации «AFESIP»;
автор автобиографической книги «Шёпот ужаса» (о сексуальном рабстве и работе AFESIP).

## Биография до AFESIP

### Детство
Мам Сомали родилась, по её собственным оценкам, примерно в 1970 или в 1971 году в сельской местности в Камбодже (дату и даже год своего рождения она не знает).
Её родители, как она предполагает, были убиты красными кхмерами во время правления Пол Пота.
Однажды люди, у которых, будучи ребёнком, она жила, представили ей пожилого мужчину — представили как дедушку — и сказали, чтобы она теперь слушалась его.
Осталось неизвестным, являлся ли он её дедушкой (родственником) или слово «дедушка» указывало лишь на его возраст.
«Дедушка» увёл её в другую деревню, где поселился с ней, и велел ей выполнять домашнюю работу и работы по хозяйству. 
Однажды местный сельский учитель спросил у неё, почему она не ходит в школу, и договорился с «дедушкой», что она будет ходить в школу, в которой он (учитель) преподавал.
При этом «дедушка» поставил условие, чтобы ему это ничего не стоило,
то есть чтобы учёба в школе не помешала ей выполнять домашние и хозяйственные работы в хозяйстве «дедушки», в том числе по его обслуживанию.
Сомали это обеспечила.
При этом она быстро наверстала отставание в учёбе (из-за того, что начала ходить в школу в более старшем возрасте, чем тот, в котором дети начинают ходить в первый класс), и стала учиться с ровесниками, показав хорошие способности.
Нередко учителю приходилось покупать ей за свой счёт тетради, карандаши и др. канцелярские принадлежности для учёбы.
И вообще, семья учителя всячески поддерживала её.
В юношеском возрасте дедушка выдал её замуж за солдата войск, сражавшихся с красными кхмерами.
Муж был груб с ней; часто отсутствовал, участвуя в военных операциях.
Во время этого замужества Сомали работала в военном госпитале.
Госпиталь был плохо оборудован, медсредств не хватало.
Старшие врачи госпиталя не раз насиловали её и других таких же, как она, медсестёр.

### Сексуальное рабство
Однажды муж не вернулся из очередной отлучки.
Вскоре после этого в госпиталь пришёл «дедушка», увёл её в город и продал в сексуальное рабство в бордель.
Сомали считает, что в то время ей было 16 лет.
В борделе она была сексуальной рабыней — её заставили отдаваться мужчинам (клиентам), как и всех других девушек борделя.
Однажды она помогла двум новеньким (только что поступившим) девушкам бежать,
и за то, что они сбежали, сутенёр несколько дней истязал её.
Однажды сбежала сама,
но таксист, которого она попросила о помощи, привёз её обратно в бордель —
так она узнала, что все таксисты города связаны с борделями.
Несмотря на отсутствие презервативов, в борделе она ни разу не забеременела.
В то время, когда она была в борделе в сексуальном рабстве, умер «дедушка»,
но объявилось много людей, утверждавших, якобы «дедушка» остался должен им деньги, — как пишет Сомали в своей книге «Шёпот ужаса»: «Кто только ни объявлял себя кредитором „дедушки“!» —
и все эти долги «дедушки» ей пришлось отрабатывать (проституцией в борделе).
При этом осталось неизвестным, действительно ли эти люди были кредиторами «дедушки» или они обманывали её.

### После борделя
Через три-четыре года её пребывания в борделе хозяйка борделя «тётушка Паувэ» отпустила её на волю — сказала ей, чтобы она шла куда захочет. На свободе у Сомали не было другого выхода, кроме как добывать себе средства к существованию уличной проституцией —
только теперь не сексуальной рабыней, а вольной.
В течение пары последующих лет, она время от времени возвращалась работать в бордель тётушки Паувэ (по собственной воле), но это происходило всё реже и реже и постепенно прекратилось.
Однажды её нанял некий Дитрих — немец, работавший в одной из немецких организаций в Камбодже.
Дитрих нанял её на всё время своего пребывания в Камбодже.
Он хорошо к ней относился,
купил ей хорошую одежду и другие вещи,
так что после жизни с Дитрихом она стала выглядеть гораздо лучше.
Уезжая, он дал ей крупную сумму денег — тысячу долларов, —
которыми она поделилась со своими подругами — товарками по несчастью —
по 50$ каждой из четырёх девушек, работавших на тот момент в борделе тётушки Паувэ;
по 100$ каждой из двух своих вольных подруг-коллег,
столько же (100$) хотела подарить и третьей, но третья съехала со своего жилья, и найти её Сомали не смогла;
Сомали даже подарила (по собственной воле) из этих денег 100$ тётушке Паувэ, у которой к тому времени дела шли хуже.
На всё это у Сомали ушла половина этих тысячи долларов.
После отъезда Дитриха из Камбоджи,
она продолжила заниматься проституцией,
только теперь искала клиентов у гостиниц для европейцев и у европейских посольств.
Однажды в ходе такой работы она познакомилась с французом Пьером — сотрудником французской благотворительной (?) организации в Камбодже,
стала его любовницей, завязав с проституцией.
А впоследствии они с Пьером официально поженились.
Когда у Пьера закончился контракт в Камбодже, они оба уехали во Францию — домой к Пьеру,
но позже снова вернулись в Камбоджу.

## AFESIP

### Начало
По возвращении в Камбоджу Сомали, представляясь сотрудником благотворительной организации, ходила по борделям и раздавала девушкам — сексуальным рабыням — презервативы, средства гигиены, медикаменты и т.п. Одновременно она советовала девушкам уйти из борделя, предлагая им поселиться в их с Пьером доме. Так что они с Пьером выделили в своём доме комнату (одну из двух), в которой жили 2−4 девушки, воспользовавшиеся её предложением. Этих девушек Сомали с Пьером на собственные деньги содержали, и нанимали учителей, чтобы научить этих девушек какой-нибудь профессии (напр., швея, портниха), чтобы девушки могли построить себе нормальную жизнь и нормально жить без проституции.
В бордель тётушки Паувэ и его окрестности Сомали не ходила, так как не могла решиться на это из-за страшных воспоминаний об этом месте.
Сутенёры, узнав, что она предлагает девушкам сбежать от них, пытались не пускать её в свои бордели. Один прогнал её, угрожая огнестрельным оружием (револьвером); по совету Пьера они пожаловались на это в полицию, и этого сутенёра взяли под стражу.
С той поры и всё последующее время сутенёры угрожают Сомали физической расправой и убийством.

### Создание и деятельность AFESIP
Количество реабилитирующихся девушек в доме Сомали и Пьера возрастало, и со временем их дом стал слишком мал для деятельности Сомали. Поэтому для этого был куплен отдельный дом, и Сомали оформила свою деятельность официально — в 1996 году зарегистрировала благотворительный фонд. Фонду было дано название AFESIP (фр. Agir pour les Femmes en Situation Précaire «Помощь женщинам в чрезвычайной ситуации») — название Сомали составила такое, чтобы оно не содержало информации о проституции — о том, что девушки, которым помогает фонд, в прошлом были, хоть и по принуждению, проститутками.
Фонд AFESIP стал получать финансирование от Евросоюза, от ЮНЕСКО, от испанского правительства и от других организаций. Однако финансирование часто оказывалось недостаточным — в т.ч. потому, что в помощи всегда нуждалось много девушек.
Помимо содержания девушек и обучения их какой-нибудь профессии, фонд занимается лечением девушек (включая даже (с некоторых пор) антиретровирусную терапию ВИЧ-инфицированных), а также оказывает девушкам материальную помощь по налаживанию их жизни — например, покупает швейные машинки тем девушкам, которые выбрали профессию швеи или портнихи, скот тем, которые решили жить крестьянским трудом.
Фонд стал также учить девушек хотя бы основам бухгалтерского дела — чтобы те умели грамотно вести бухгалтерский учёт своего дела и грамотно контролировать свои расходы.
Фонд имеет собственных психологов (для психологической помощи пострадавшим девушкам) и юристов — для борьбы с сексуальным рабством (в т.ч. с сутенёрами) с помощью правоохранительных органов, в т.ч. в судах.
Со временем, помимо первого приюта, было открыто ещё несколько приютов в разных городах Камбоджи и в соседних странах.
Сотрудники фонда навещают девушек, вышедших из приюта и начавших жить самостоятельной жизнью, чтобы убедиться, что у них всё в порядке.
Как пишет Сомали в своей книге, её продали в сексуальное рабство в бордель в 16 лет, но позже в сексуальное рабство стали продавать и совсем маленьких девочек — вплоть до самого раннего детского возраста. Этих детей фонд тоже стал освобождать и помогать им. Для этих девочек (детей) понадобилась школа, поэтому по решению Сомали фондом AFESIP был построен пансион в той деревне, в которой Сомали жила в детстве и ходила в школу.

Поначалу местные мальчишки плохо относились к девочкам пансиона, но теперь относятся к ним очень хорошо и защищают их,
— пишет Мам Сомали в своей книге «Шёпот ужаса»
Чтобы снизить масштабы сексуального рабства и улучшить отношение камбоджийских мужчин к женщинам вообще и к сексуальным рабыням (проституткам) борделей в частности, фонд AFESIP стал проводить лекции для мужчин, в т.ч. для полицейских, а также в воинских частях для военнослужащих, включая солдат.

### Отставка
В мае 2014 года Newsweek в Камбодже провел независимое расследование, результатом которого были обнаруженные факты фабрикования Мам Сомали собственной биографии. Также выяснилось, что в центре AFESIP содержатся проститутки, которые доставлялись туда после полицейских рейдов в бордели. Задержанных во время рейдов проституток также привлекали к принудительному труду. Мам Сомали подала в отставку в октябре 2014 года.
Уже в конце этого же года она заявила об открытии нового фонда, сказав:
Я так благодарна всем друзьям, которые не поверили обвинениям в мой адрес… и помогают мне, как продолжают помогать девочкам, находящимся в сексуальном рабстве, и тем, кому это грозит.

## Признание и награды
- 1998 год: Премия принца Астурийского (в присутствии королевы Испании Софии).
- 2006 год: героиня CNN
- 2006 год: журналом "Гламур" провозглашена женщиной года.
- 2006 год: на церемонии открытия Зимних Олимпийский игр в Турине, Италия...
- Honorary Doctor of Public Service from Regis University.
- Награда Госдепартамента США "Герой борьбы с торговлей людьми".
- Премия детей мира за права ребёнка (в Швеции) за её "опасную борьбу" за защиту прав детей в Камбодже.
- 2008: Roland Berger Human Dignity Award.
- 2009: по версии журнала "Тайм" -- одна из ста самых влиятельных людей планеты; с сопроводительной статьёй, написанной актрисой Анжелиной Джоли[4].
- 2011: The Guardian Top 100 Женщины: Активисты и участники кампании.
- 2011: "The Daily Beast" (англ. The Daily Beast) Women in the World.
- “Mimosa D’Oro”
- Festival du Scoop Prize, Франция.
- Excmo Ayuntaniento de Galdar Concejalia de Servicio Sociale, Испания.

## Семья
- Муж Пьер Легро. Впоследствии они развелись.
- Сын и дочь от Пьера.

Между рождением первого и второго ребёнка Сомали пережила выкидыш, причиной которого считает тряску в машине во время поездок во время беременности по плохим сельским дорогам Камбоджи по делам AFESIP.

### Пояснения
1. ↑  У камбоджийцев принято, что человек меняет имя, вступая в очередной этап возраста, взросления (см. также «Тайское имя», «Кхмерское имя»).
2. ↑  Положение усугубляется существованием поверья, якобы секс с девственницей излечивает от СПИДа, для чего много больных СПИДом клиентов и заказывают маленьких девочек. У маленьких девочек, в результате секса со взрослыми мужчинами, образуются разрывы стенок влагалища, сильно увеличивающие вероятность заражения этих девочек.